# Betelgeza
Betelgeza (Betelgeuse, Alfa Orionis) – czerwony nadolbrzym w gwiazdozbiorze Oriona, dziewiąta pod względem jasności gwiazda na nocnym niebie (+0,45m). Jest odległa od Słońca o około 640 lat świetlnych, jednak odległość jest wyznaczona z dużą niepewnością.

## Nazwa
Tradycyjna nazwa tej gwiazdy, Betelgeza (Betelgeuse), wywodzi się od arabskiego يدّ الجوزاء Yad al-Jauzā, „Ręka Centralnej” (naszego Oriona), lub ‏إبط الجوزاء‎ Ibṭ al-Jauzā’, „pacha” tejże. Nazwa ta występuje już w książce perskiego astronoma Abda Al-Rahmana Al Sufiego opisującej gwiazdozbiory i gwiazdy stałe. Międzynarodowa Unia Astronomiczna w 2016 formalnie zatwierdziła użycie nazwy Betelgeuse dla określenia tej gwiazdy.

## Charakterystyka obserwacyjna

Położenie Betelgezy w gwiazdozbiorze Oriona

Betelgeza jest jedną z najjaśniejszych gwiazd na niebie. Jest widoczna na „prawym ramieniu” postaci Oriona i tworzy wierzchołek trójkąta zimowego, asteryzmu złożonego z jasnych gwiazd dobrze widocznych zimą z Polski. Ma barwę wyraźnie czerwoną, co można zauważyć gołym okiem. Pomimo że gwiazda ma oznaczenie Bayera „Alfa”, nie jest najjaśniejszą gwiazdą gwiazdozbioru. Na pierwszym miejscu jest Beta Orionis, Rigel. Betelgeza jest gwiazdą zmienną półregularną, której obserwowana wielkość gwiazdowa zmienia się od 0,3 do 1,1m z kilkoma nakładającymi się okresami zmian, trwającymi od pół roku do sześciu lat, a być może także dłuższymi.
Była to pierwsza gwiazda, której średnica kątowa została zmierzona. W 1921 dokonali tego Francis Gladheim Pease i Albert Michelson. Rozmiar okazał się jednak zależny od długości fali, w której dokonywany jest pomiar, gdyż gaz tworzący jej otoczkę i atmosferę ma różną grubość optyczną w zależności od zakresu promieniowania. Ponadto okazało się, że w zakresie mikrofal w trakcie obserwacji przez 15 lat obserwowano systematyczne kurczenie się gwiazdy.
Pomiar odległości nastręcza problemów, gdyż paralaksa wyznaczona przez sondę Hipparcos jest wyraźnie większa, niż obliczona na podstawie pomiarów emisji radiowych. Łącząc dane z obu rodzajów pomiarów i uwzględniając występujące w nich niepewności pomiarowe, określono „kompromisową” wartość około 200 parseków. Pomiar utrudnia duży rozmiar kątowy tarczy, znacznie przewyższający jej paralaksę.
Betelgeza ma dziewięciu optycznych towarzyszy, oddalonych o 38–240 sekund kątowych; są to słabe gwiazdy o wielkościach gwiazdowych 11–14,5m. Zasugerowano także istnienie dwóch bliskich towarzyszy, gwiazd, które miały być związane grawitacyjnie z Betelgezą, jednak nowe obserwacje przeczą ich istnieniu.

### Spadek jasności 2019–2020

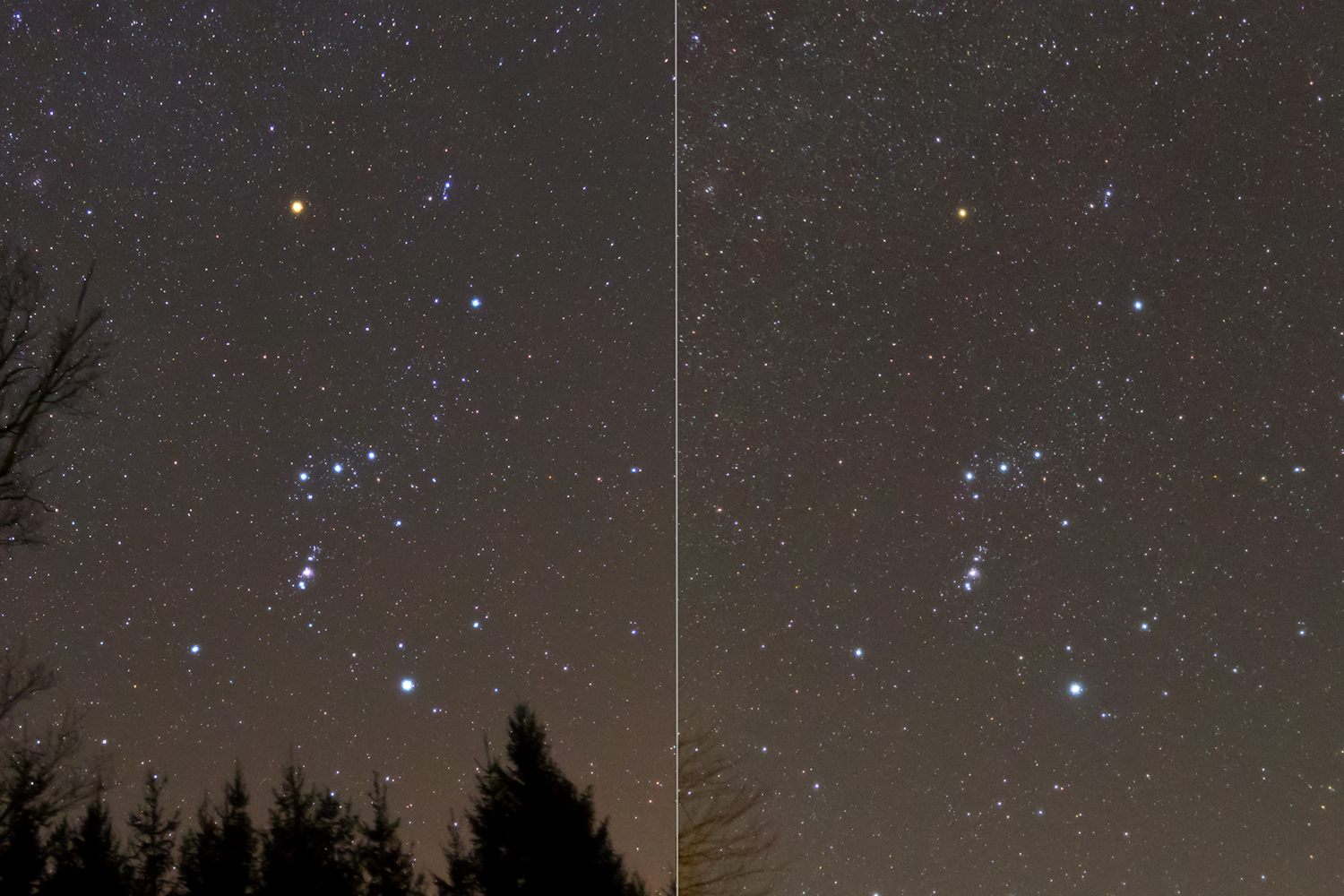
Porównanie zdjęć konstelacji Oriona z 22 lutego 2012 r. (po lewej) i 21 lutego 2020 r. (po prawej). Pokazują niezwykle silny spadek jasności Betelgezy

Zdjęcie Betelgezy (grudzień 2019, SPHERE, VLT)

Od października 2019 do lutego 2020 nastąpił największy od stu lat (gdy jej jasność jest monitorowana detektorami) spadek jasności Betelgezy. Jej obserwowana wielkość gwiazdowa 19–22 grudnia wahała się w granicach od 1,273 do 1,294m. Betelgeza spadła wtedy na około 21. pozycję na liście najjaśniejszych gwiazd nocnego nieba. W styczniu 2020 jasność gwiazdy nadal zmniejszała się, osiągając 17 stycznia 1,494m, a 18 stycznia 1,506m. Od września 2019 do 18 stycznia 2020 jasność Betelgezy zmniejszyła się o prawie 25%. Pomiar z 30 stycznia 2020 wynosił 1,614 ± 0,0012m. Tak znaczny spadek jasności Betelgezy mógł wynikać niekoniecznie ze zmiany intensywności promieniowania samej gwiazdy, lecz również np. ze zmian położenia pyłu okołogwiazdowego lub zmian lokalizacyjnych jej jasnych i ciemnych obszarów.
Na zdjęciu Betelgezy z grudnia 2019, wykonanym instrumentem SPHERE, zainstalowanym na Very Large Telescope, widać było, że gwiazda zmienia kształt na bardziej owalny i pociemniała głównie w dolnej swej części.
W związku z obserwowanym po raz pierwszy tak znacznym spadkiem blasku Betelgezy, pojawiły się spekulacje, czy zakończy ona swój żywot, stając się supernową. Astronomowie sugerowali jednak, że takie zmniejszenie jasności wcale nie musi zwiastować bliskiego końca gwiazdy.
7–13 lutego 2020 zaobserwowano minimum blasku Betelgezy, wynoszące 1,614 ± 0,008m. Od 18 lutego jasność gwiazdy zaczęła rosnąć, osiągając 18 lutego 1,585m, 20 lutego 1,574m, 22 lutego 1,522m. Pomiary w bliskiej podczerwieni również wykazały wartości minimalne w połowie lutego 2020. Jednocześnie podczas obserwacji w średniej podczerwieni nie zanotowano zmian intensywności promieniowania. Oznacza to, że nie zmieniła się całkowita energia emitowana z wnętrza gwiazdy, a przyciemnienie wynikało ze zjawisk przypowierzchniowych, takich jak obecność pyłu okołogwiazdowego czy zmiany temperatury powierzchni.
Obserwacje poczynione w lutym 2020 poprzez obserwatorium SOFIA wskazują, że spadek jasności Betelgezy był spowodowany zmianami w pobliżu jej fotosfery. Prawdopodobnie został zaobserwowany większy, nieco chłodniejszy obszar gwiazdy, który tymczasowo pojawił się na widocznej z Ziemi stronie.

## Właściwości fizyczne

### Jasność i rozmiar

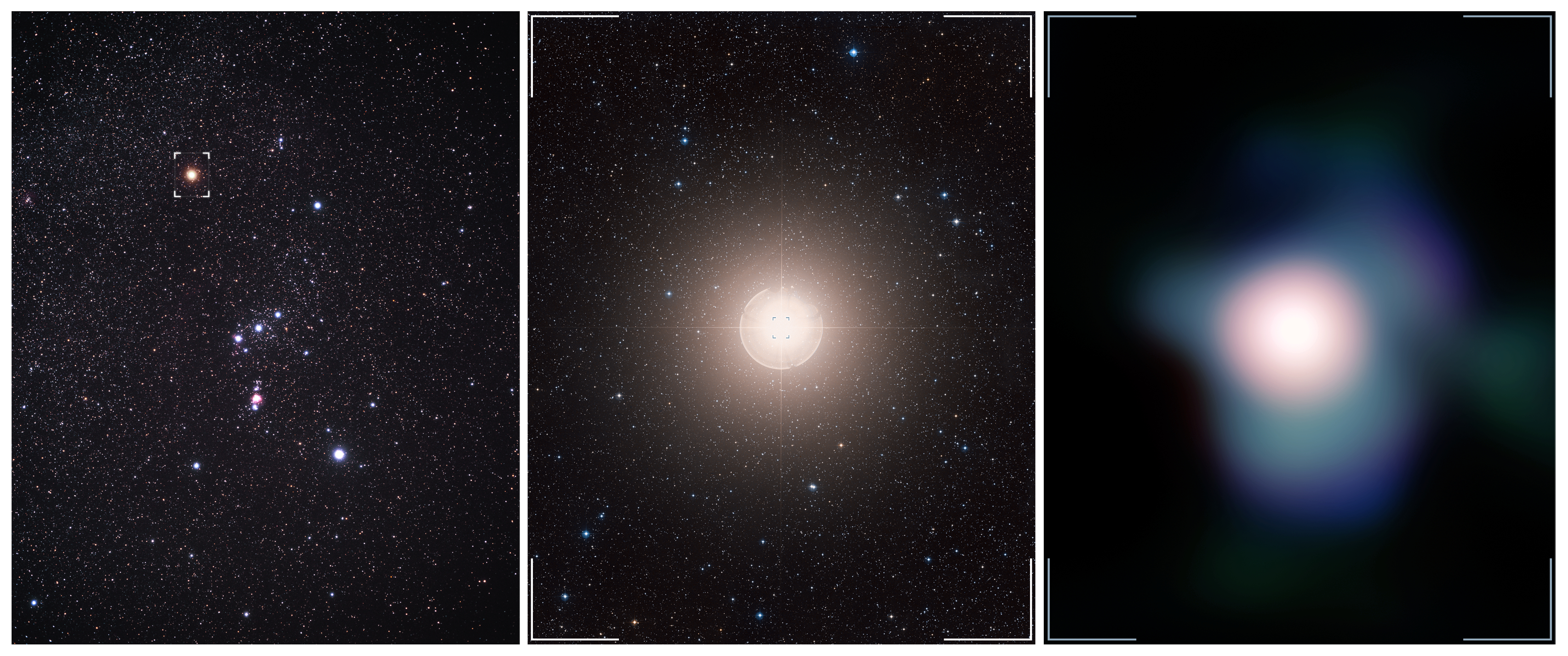
Położenie w gwiazdozbiorze, zdjęcie samej gwiazdy i obraz Betelgezy, VLT

Betelgeza jest czerwonym nadolbrzymem o typie widmowym M1-2. Jej rozmiar kątowy został zmierzony po raz pierwszy w 1921, ale zależy on od długości fali i pulsacji gwiazdy. Niepewność wyznaczenia odległości dodatkowo utrudnia określenie rzeczywistej średnicy gwiazdy. Oceny z 2016 wskazują, że ma ona promień 887 ± 203 razy większy od słonecznego, czyli około 3–5 au. Gdyby znajdowała się na miejscu Słońca, wypełniałaby Układ Słoneczny do orbity Jowisza. Jasność tej gwiazdy, przy założeniu odległości około 640 lat świetlnych, 105 tysięcy razy przewyższa jasność Słońca.

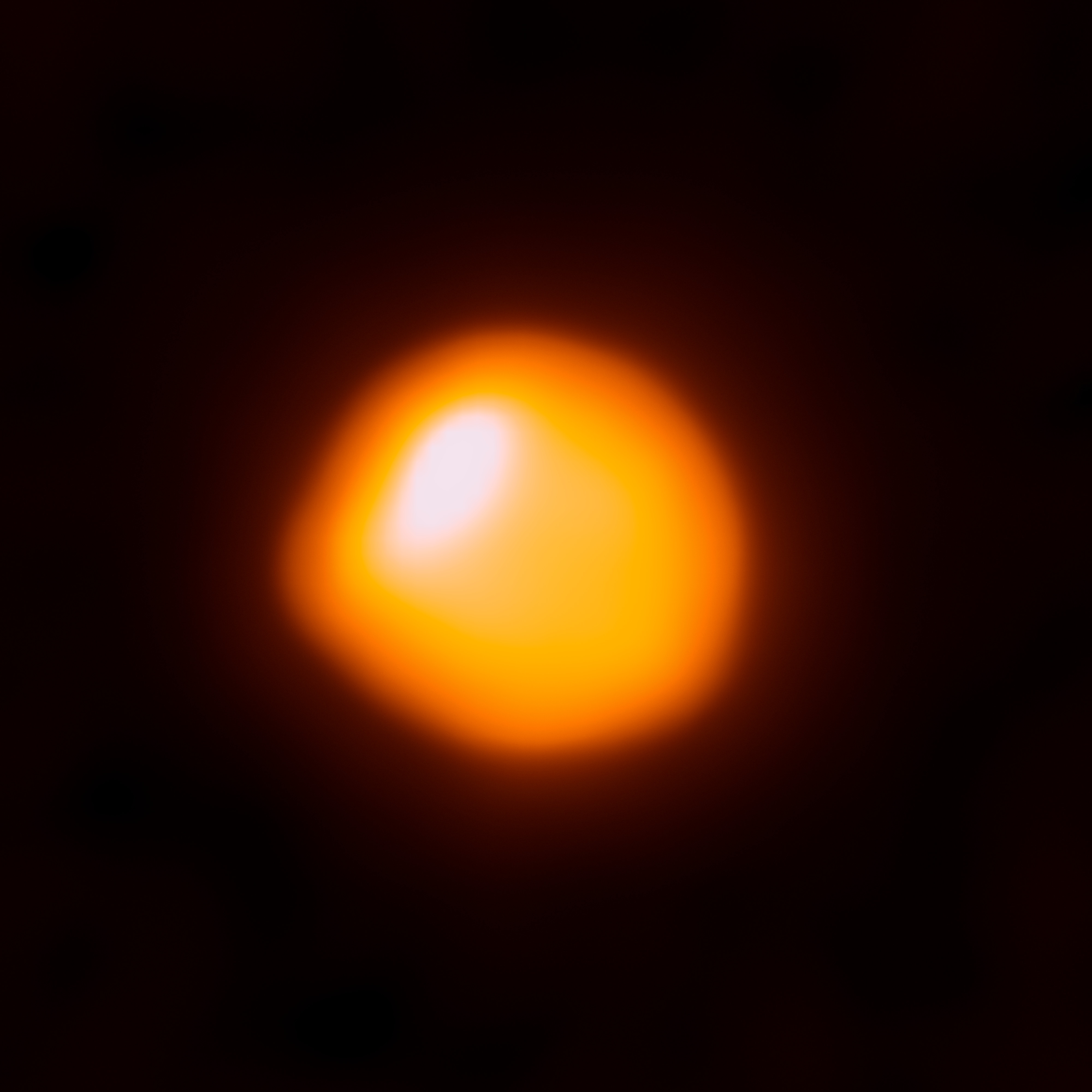
Zdjęcie w zakresie submilimetrowym, nieregularności kształtu wynikają z nierównomiernego rozkładu temperatury, ALMA

Zmiany jasności Betelgezy spowodowane są głównie zmianami średnicy i temperatury powierzchni gwiazdy. Temperatura powierzchni jest równa typowo około 3500 K, ale występują na niej jasne plamy prawdopodobnie będące gorętszą materią z wnętrza gwiazdy, wyniesioną w wyniku konwekcji. Na jeden obrót wokół własnej osi Betelgeza potrzebuje 17 lat.

### Masa i ewolucja
Ocenia się, że gwiazda ta ma obecnie masę równą 15–20 mas Słońca. Rozpoczęła życie jako błękitna, gorąca gwiazda typu widmowego O około 8–8,5 miliona lat temu. Jej masę początkową ocenia się na 20+5−3 M☉, ale od czasu przekształcenia w czerwonego nadolbrzyma traci masę w dużym tempie przez potężny wiatr gwiazdowy.
Astronomowie przewidują, że znajdująca się przy końcu ewolucji gwiazda w stosunkowo niedalekiej przyszłości wybuchnie jako supernowa. Ocenia się, że nastąpi to w czasie krótszym niż 100 tysięcy lat; będzie to najbliższa supernowa w historii, około 19 razy bliższa niż supernowa Keplera. Osiągnie wówczas blask przekraczający jasność Księżyca w pełni i będzie widoczna w dzień, jednak nie zagrozi życiu na Ziemi. Pozostanie po niej gwiazda neutronowa o masie około 1,5 M☉.

## Ruch i pochodzenie
Betelgeza jest gwiazdą uciekającą, która przemieszcza się przez ośrodek międzygwiazdowy z prędkością naddźwiękową, emitując silny wiatr gwiazdowy (odpowiednik wiatru słonecznego). Obserwacje w wysokiej rozdzielczości wykonane przez teleskop satelitarny AKARI ujawniły falę uderzeniową wzbudzaną w materii międzygwiazdowej. Intensywny wiatr gwiazdowy, zjawisko charakterystyczne dla gwiazd w późnym stadium ewolucji, zderza się z otaczającym ośrodkiem, tworząc łuki widoczne na zdjęciach w dalekiej podczerwieni. Rozmiar i kształt tych łuków pozwoliły na oszacowanie prędkości gwiazdy względem otaczającego ośrodka na około 30 km/s.
Kierunek ruchu Betelgezy wskazuje, że 2,5 miliona lat temu przeszła przez asocjację gwiazdową Ori OB1a, obszar formowania się gwiazd. Najprawdopodobniej wywodzi się ona z tego obszaru, którego wiek zgadza się z szacowanym wiekiem gwiazdy. Powstała jako składnik układu wielokrotnego o dużej masie, który został rozerwany przez oddziaływanie grawitacyjne innych gwiazd, w wyniku czego wyrzucona w przestrzeń Betelgeza opuściła asocjację.

## Towarzysz
W lipcu 2025 astronomowie potwierdzili istnienie gwiazdy towarzyszącej Betelgezie. Stwierdzono, że ma ona masę 1,5 razy większą niż Słońce i jest gwiazdą ciągu głównego typu A lub B. Jej wielkość gwiazdowa sześć magnitudo słabsza od Betelgezy w zakresie optycznym. Krąży w atmosferze Betelgezy i powinna zostać przez nią pochłonięta za około 10 000 lat.